# بول هاميلتون
بول هاميلتون (بالإنجليزية: Paul Hamilton (politician))‏ (و. 1762 – 1816 م) هو سياسي من الولايات المتحدة الأمريكية ولد في الولايات المتحدة الأمريكية.
وهو عضو في الحزب الجمهوري الديمقراطي .